# 2017 год в Азербайджане
В этой статье приведены события, произошедшие в 2017 году в Азербайджане.
- Год исламской солидарности[1]

## Март
- 16 марта — Начал работу V Глобальный Бакинский форум[2]

## Май
- 4 мая — IV Всемирный форум по межкультурному диалогу[3]
- 12—22 мая — IV игры исламской солидарности (Баку)[4][5][6]
- Начало уголовного разбирательства по Тертерскому делу

## Июнь
- 25 июня — Гран-при Азербайджана 2017 года[7]

## Август
- 1 августа — Открытие конкурса «Кубок моря» в рамках Армейских международных игр[8]

## Сентябрь
- 14 сентября — Подписание «Нового Контракта века». Соглашение о разделе продукции по Азери — Чираг — Гюнешли продлено до 2049 года[9][10]

## Октябрь
- 30 октября — Открытие железной дороги Баку— Тбилиси— Карс[11]

## Ноябрь
- 10 ноября — Открытие Музея Мирзы Шафи Вазеха[12]

## В культуре
- Основан международный фестиваль документального кино «DokuBaku»[13][14]

## В спорте
- 20 апреля — 1 мая — 4-й Мемориал Гашимова
- 8 сентября — Основан футбольный клуб Сабах